# St. Walburga (Wassertrüdingen)

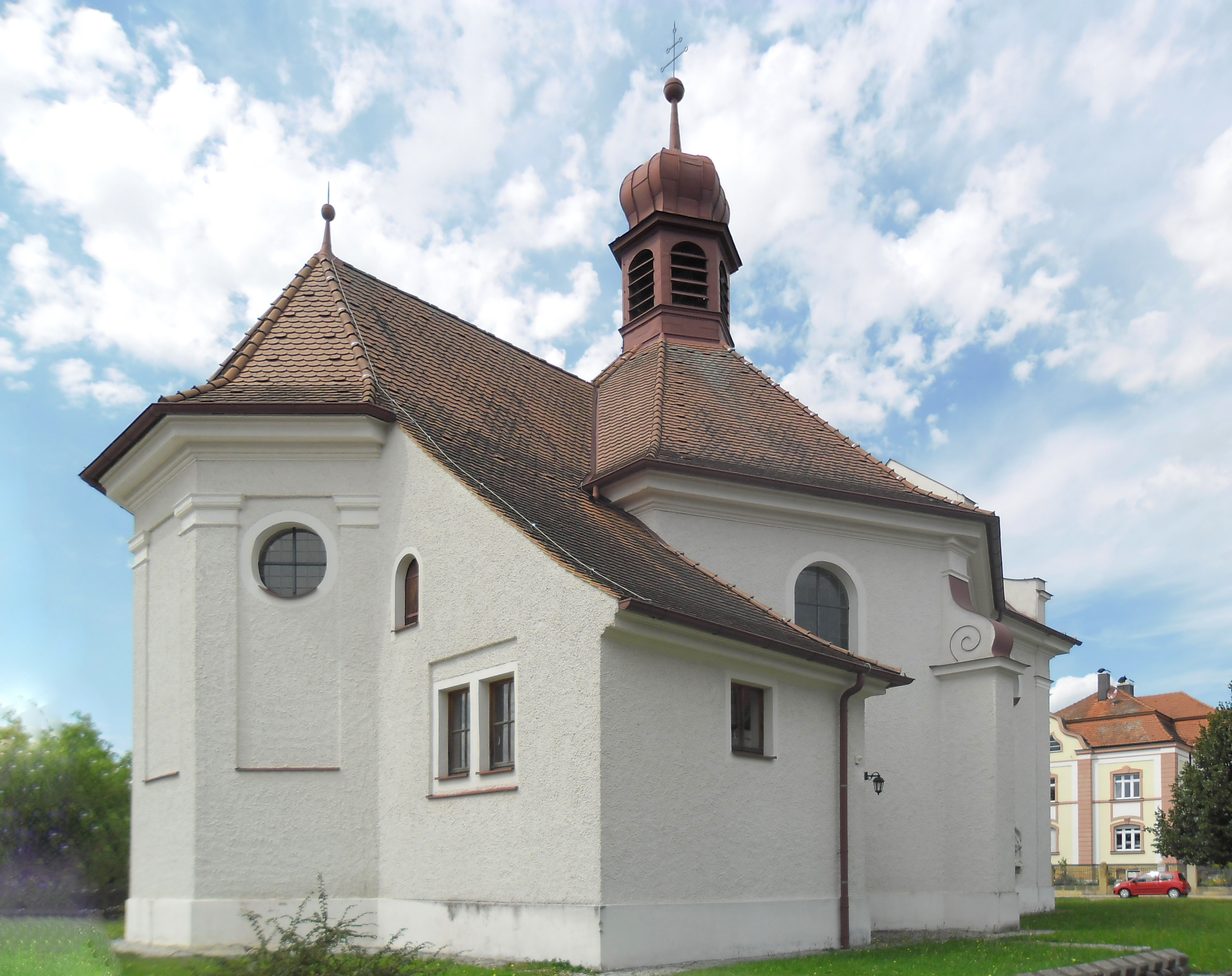
St. Walburga (Wassertrüdingen)

Die römisch-katholische, denkmalgeschützte Kirche St. Walburga steht in Wassertrüdingen, einer Stadt im Landkreis Ansbach (Mittelfranken, Bayern). Die Kirche ist unter der Denkmalnummer D-5-71-214-9 als Baudenkmal in der Bayerischen Denkmalliste eingetragen. Die Kirche gehört zur Pfarrei Heilig Geist im Dekanat Herrieden des Bistums Eichstätt.

## Beschreibung
Die neobarocke Kirche wurde 1909/10 nach einem Entwurf des Architekten Otto Schulz (* 13. März 1877; † 27. Oktober 1943) errichtet. Sie besteht aus einem sechseckigen Zentralbau, auf dessen Zeltdach ein sechseckiger Dachreiter sitzt, hinter dessen Klangarkaden sich der Glockenstuhl befindet, einem dreiseitig geschlossenen Chor im Süden mit einer im Osten angefügten Sakristei und einem Anbau mit einer Fassade, die mit einem Schweifgiebel bedeckt ist, und eine Ädikula, hinter der sich das Portal befindet, im Norden. Die Orgel mit 6 Registern und einem Manual aus dem 19. Jahrhundert stand vorher in einer anderen Kirche.